# 高宇洋
高宇洋（日语：／ Ko Takahiro，1998年4月20日—），日本足球運動員，現效力於日職球隊新潟天鵝，司職中場。

## 俱樂部生涯
高宇洋是中国前国脚高升之子，1998年4月出生于神奈川县，母亲是日本人，他曾先后效力日本川崎前锋U12和U15，日本国籍的他也曾入选日本U14国少队，在市立船桥高中踢中场位置，大阪飞腳对高宇洋的评价是战术理解能力很高，比赛中攻守很均衡。
高升在川崎前锋青年队执教多年，儿子高宇洋曾在川崎前锋梯队接受训练。在俱乐部梯队与高中足球队间，高宇洋选择了前往高中足球队继续训练，高宇洋加入的是市立船桥高中，位于千叶县船桥市的市立船桥高中曾5次夺得日本高中足球全国大赛冠军（1994、1996、1999、2002、2011），与长友佑都母校东福冈、本田圭佑母校星稜同属足球名校。
升上高三后，高宇洋穿上了市立船桥的10号球衣，与父亲高升类似，高宇洋也是司职中场。在2016年进行的第95届日本高中足球全国大赛千叶县预选赛决赛中，市立船桥对流通经济大学付属柏高等学校（流通经济大柏），大阪飞腳在官网上宣布市立船桥高中三年级学生高宇洋将在2017年赛季正式加入球队。
正念高三的高宇洋已被大阪飞腳内定，与柴崎岳高中毕业后即加盟鹿岛鹿角一样，高中毕业后高宇洋便将前往大阪飞脚。
然而高宇洋的职业生涯并不顺利，由于队内竞争激烈，他只能代表球队的U23队征战日丙联赛。但是在J3联赛效力了一年半。
不过现在随着飞脚U23的主帅宫本恒靖调任一队主帅，高宇洋也随着升级，并且在首秀就搭档传奇老将远藤保仁，并且表现不错，次战他搭档同为年轻球员的高江丽央也是表现抢眼。两场比赛，高宇洋全部打满全场，似乎也坐稳了主力位置。
2017年，高宇洋正式加盟大阪飞脚。2018年7月，日职联赛第18轮，大阪飞腳主场对阵鹿岛鹿角。这场比赛高宇洋代表大阪飞腳首发出战，迎来他在日职联赛的首秀。2018年开始担任大阪飞腳U23的队长，20场比赛打进过3球。
山口雷法15日官宣以预成型租借的方式从大阪飞脚引入中场球员高宇洋加盟球队。租期至明年1月31日。
前国脚高升的儿子高宇洋继续被大阪飞脚租借至日乙的山口雷法。

## 國家隊生涯
2019年6月，高宇洋代表日本U22参加土伦杯，球队在决赛中点球大战不敌巴西U22，获得亚军。
高宇洋在他14岁选择国籍时就选择了日本。他在日本出生、长大，足球技能也学自日本。高宇洋曾是日本青年国家队的一员。

## 外部連結
- 日本職業足球聯賽中的高宇洋 （日語）
- レノファ山口による公式プロフィール （页面存档备份，存于）
- （页面存档备份，存于）日本職業足球聯賽中的高宇洋 （日語）